# Anti Social Media
Anti Social Media er en dansk musikgruppe, der vandt Dansk Melodi Grand Prix 2015 med sangen "The Way You Are".

## Karriere

### Melodi Grand Prix og Eurovision Song Contest 2015
Anti Social Media er dannet på initiativ af sangskriverne og producerne Remee og Chief 1. Den 26. januar 2015 blev gruppen annonceret som en af de ti konkurrerende deltagere i Dansk Melodi Grand Prix 2015 i Aalborg med sangen "The Way You Are", som Remee og Chief 1 også har skrevet. Sangen vandt konkurrencen den 7. februar 2015 efter at have fået flest point fra de regionale juryer, mens de fleste telefonstemmer gik til nummeret "Suitcase", sunget af Anne Gadegaard.
Anti Social Media skal dermed repræsentere Danmark med dette nummer ved Eurovision Song Contest 2015 i Wien. Anti Social Media kom ikke videre fra den første semifinale i Eurovision Song Contest 2015.

## Diskografi

### EP'er
- The Way (2015)

### Singler
- "The Way You Are" (2015)
- "More Than a Friend" (2015)